# Federico García Lorca

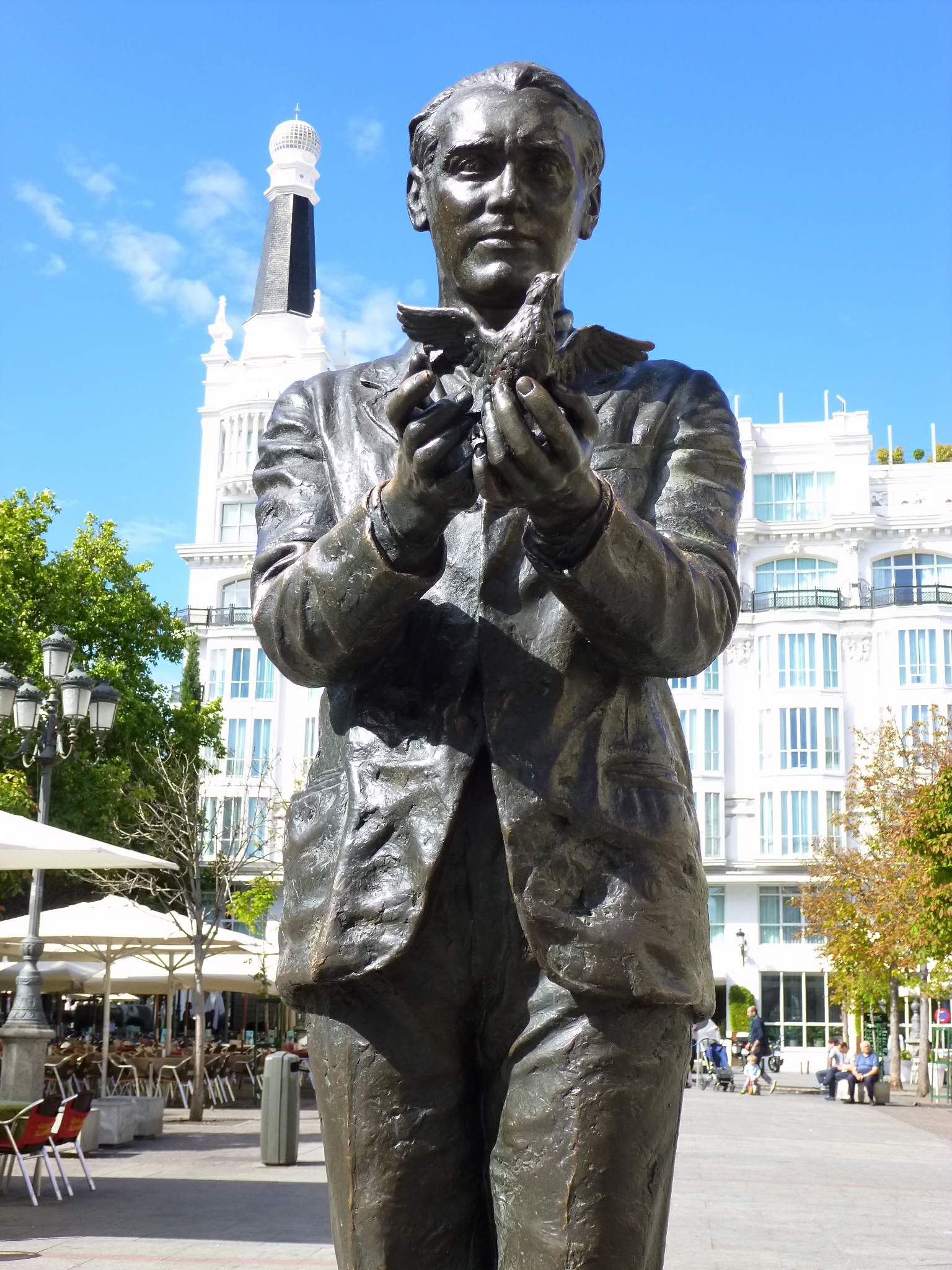
Beeld van García Lorca in Madrid

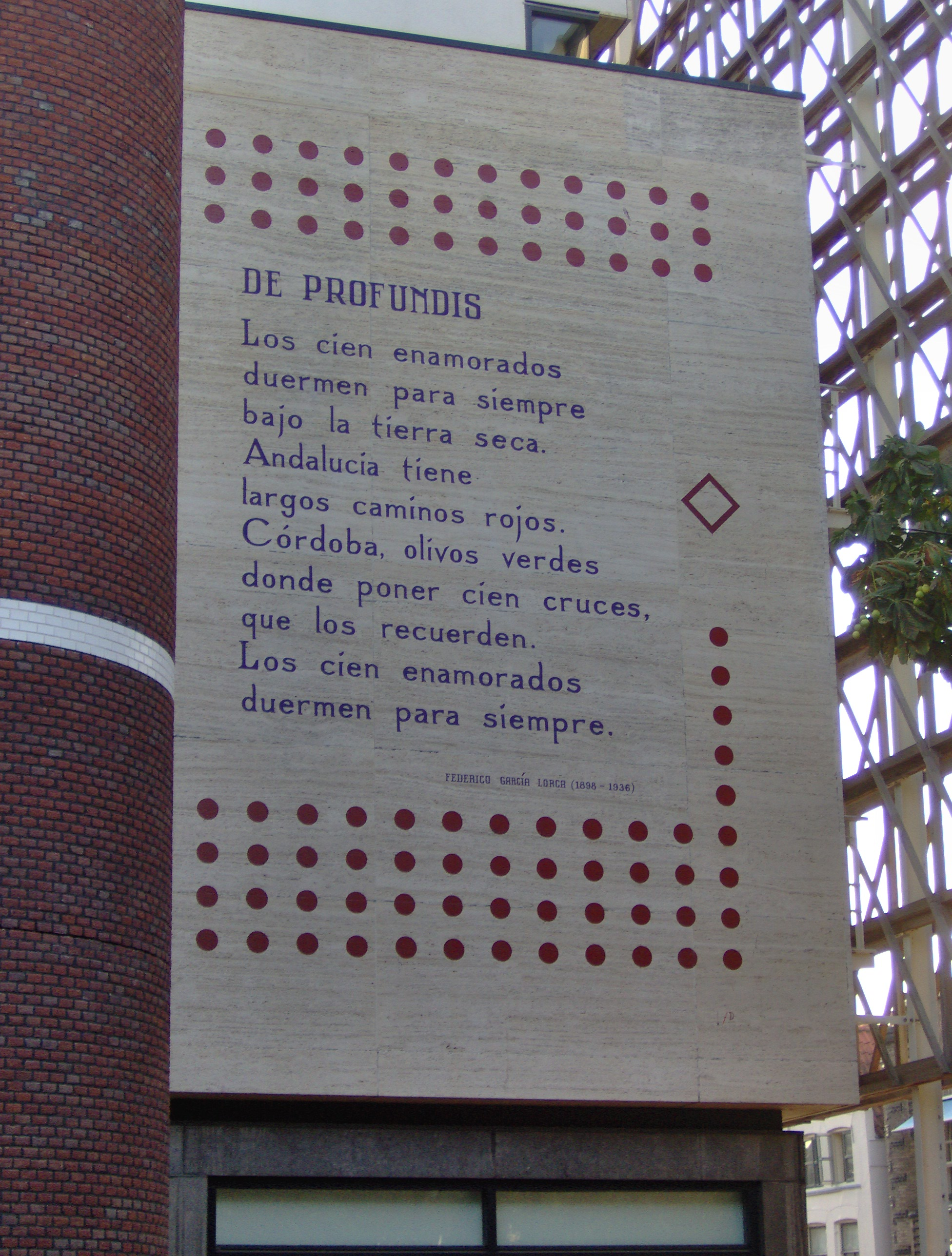
De Profundis als muurgedicht in Leiden

Federico García Lorca (Fuente Vaqueros, 5 juni 1898 – Víznar, 18 augustus 1936) was een Spaanse dichter en toneelschrijver. Hij geldt als een van de belangrijkste figuren van de 20ste-eeuwse Spaanse literatuur. Hij behoorde tot de Generatie van '27 en wordt door velen gezien als de grootste dichter die Spanje heeft voortgebracht. Veel van zijn werk is in het Nederlands vertaald. De luchthaven van Granada is vernoemd naar de dichter.

## Biografie
García Lorca was openlijk homoseksueel, ging modern gekleed, had de wereld bereisd, en was afkomstig uit een rijke familie. Hij was een veelzijdige kunstenaar: hij schreef proza, poëzie en theaterstukken, was schilder en tekenaar, een goede musicus, speelde gitaar en piano, kon ontroerend zingen en acteren en was ook nog mimespeler. Hij werd tijdens de Spaanse Burgeroorlog vermoord door de nationalistische aanhangers van Franco, wellicht vanwege zijn reputatie als linksgeoriënteerde schrijver van romantische werken met een sociale weerklank. In 2008 opende een Spaanse rechter een onderzoek naar het lijk van García Lorca. Bij Alfacar werd grond afgegraven op een plek, waar hij mogelijk begraven lag, maar er werden geen stoffelijke resten aangetroffen.

### Jeugd
García Lorca werd op 5 juni 1898 geboren in Fuente Vaqueros, een stadje ten westen van Granada. Zijn vader, Federico García Rodríguez, was een grootgrondbezitter met een boerderij op het platteland en een villa in het centrum van Granada. García Rodríguez had zijn fortuin gemaakt in de suikerindustrie. De moeder van García Lorca, Vincenta Lorca Romero, was onderwijzeres en een begaafde pianiste.
In 1909, toen de jongen 11 jaar oud was, verhuisde het gezin naar Granada. Maar de rest van zijn leven vond hij het belangrijk om dicht bij de natuur te leven en zong hij de lof over zijn jeugd op het platteland.
In 1915 schreef hij zich in bij de Universiteit van Granada; hij studeerde zowel recht, literatuur als compositieleer. Gaandeweg voelde hij meer affiniteit met het theater en de muziek dan met de literatuur en behaalde hij zijn diploma als klassiek pianist. Zijn artistieke inspiratie haalde hij uit de bladmuziek van Debussy, Chopin en Beethoven. Later, toen hij vriendschap had gesloten met componist Manuel de Falla, werd de Spaanse folkloristische muziek zijn muze. García Lorca schreef zijn eerste proza, met als titel diverse vormen van muziek, zoals Nocturne, Ballade en Sonata.
In 1916 en 1917 reisde García Lorca door Castillië en Galicië, samen met een hoogleraar van de universiteit die hem ook aanmoedigde om zijn eerste boek te publiceren, Impresiones y Paisajes (Impressies en landschappen), in 1918. Vervolgens overreedde de politicus en schrijver Don Fernando de los Ríos in 1919 de ouders van García Lorca om een kamer voor hem te huren in de Residencia de estudiantes (een cultureel instituut in Madrid, waar talentvolle studenten werden ondergebracht).

### Schrijver
In de Residencia de estudiantes raakte García Lorca bevriend met Luis Buñuel en Salvador Dalí en vele andere kunstenaars die beroemd waren of zouden worden in Spanje. De dichter Juan Ramón Jiménez ontfermde zich over hem evenals Gregorio Martínez Sierra, de directeur van het Madrileense Theater Eslava. Op uitnodiging van Sierra schreef en regisseerde García Lorca in 1919 /1920, zijn eerste toneelstuk El maleficio de la mariposa (De vloek van de vlinder), een toneelstuk in dichtvorm over de onmogelijke liefde tussen een kakkerlak en een vlinder. De rest van de cast bestond ook uit insecten. Het publiek kon het niet waarderen en na slechts vier uitvoeringen werd het uit de roulatie genomen. Het zou García Lorca’s mening over het theaterpubliek voor de rest van zijn carrière negatief beïnvloeden. Later zou hij benadrukken dat Mariana Pineda, geschreven in 1927, eigenlijk zijn eerste toneelstuk was. Lorca’s eerste gedichtenbundel werd uitgebracht in 1921. Het zijn gedichten over thema’s als het geloof, eenzaamheid en de natuur, die hij samen met zijn broer Francisco (koosnaam Paquito) had uitgezocht.
Begin 1922 zette hij zich, samen met componist Manuel de Falla, in om het Concurso de Cante Jondo in Granada meer bekendheid te geven. Dit was een wedstrijd in het Alhambra voor de beste uitvoering van de flamenco in muziek, zang en dans. Het jaar daarvoor begon Lorca aan het gedicht Poema del cante jondo (Gedicht voor Cante jondo), dat uiteindelijk pas in 1931 gepubliceerd is. Eveneens in 1922 werkte hij met de Falla samen aan een muzikaal toneelstuk voor kinderen, dat gebaseerd was op een Andalusisch verhaal.
Binnen een paar jaar raakte García Lorca steeds meer betrokken bij de Spaanse avant-garde. Hij publiceerde diverse dichtbundels zoals Canciones (Liederen) en zijn beroemdste gedicht Romancero Gitano (Zigeunerromances) in 1928. Romancero Gitano is een gestileerde nabootsing van de ballades en gedichten die op het Spaanse platteland verteld werden. "Zonder twijfel de beroemdste, meest gelezen, voorgedragen en bestudeerde dichtbundel van de hele Spaanse literatuur" schrijft zijn biograaf Ian Gibson. García Lorca beschrijft het werk als een ode aan Andalusië. De rest van zijn leven zou de schrijver blijven zoeken naar de meest essentiële elementen van de Andalusische cultuur, zonder zijn toevlucht te zoeken tot het pittoreske.
Zijn tweede toneelstuk Mariana Pineda, met decors van Salvador Dali, kreeg veel bijval toen het in 1927 in Barcelona in première ging. Het jaar daarvoor had hij al het toneelstuk La zapatera prodigiosa (De wonderbaarlijke schoenmakersvrouw) geschreven, dat overigens pas in de jaren dertig werd opgevoerd.

### Depressie
Van 1925 tot 1928 had hij een gepassioneerde relatie met Dali. Voor García Lorca was het niet louter vriendschap, maar hij verlangde nog meer. Dali wees de erotische avances van de dichter af. Na het succes van Zigeunerromances volgde een vervreemding van Dali en een mislukte liefdesrelatie met de beeldhouwer Emilio Soriano Aladrén. García Lorca raakte meer en meer in een depressie. Hij zat gevangen tussen zijn kant als succesvol auteur die hij in het publieke domein moest spelen en zijn angst om voor zijn homoseksualiteit uit te komen. Ook had hij het idee dat men hem alleen maar zag als die zigeunerdichter. Hij schreef aan Jorge Guillén: "Zigeuners zijn een thema. Niets meer dan dat. Ik zou net zo goed een dichter van naaigerei of hydraulische landschappen kunnen zijn. Bovendien lijkt het door die zigeuners of ik een onbeschaafde, onwetende, primitieve dichter ben en je weet heel goed dat ik dat niet ben. Ik wil niet in een hokje gestopt worden."
De vervreemding tussen García Lorca en zijn meest intieme vrienden bereikte een dieptepunt toen surrealisten Dali en Luis Buñuel samen werkten aan de film Un chien andalou, in 1929. Garcia Lorca meende dat de naam van de film, 'een Andalusische hond', op hem sloeg en ontstak in razernij. Zijn familie organiseerde daarom voor hem een langdurig bezoek aan de Verenigde Staten in 1929 en 1930. In juni 1929 reisde García Lorca, samen met Fernando de los Rios, per boot naar Amerika. Ze verbleven vooral in New York, waar García Lorca Engels studeerde aan de Columbia Universiteit, maar hij was meer bezig met schrijven dan met de studie. Hij verbleef ook korte tijd in Vermont en later in Havana.
Uit zijn bundel Poeta en Nueva York (Dichter in New York) spreekt vervreemding en eenzaamheid. Ook de gevolgen van de beurskrach van 1929, waar hij persoonlijk getuige van was, zijn zichtbaar in zijn gedichten. Hij veroordeelde het grootstedelijke kapitalisme en materialisme, een scherpe wending ten opzichte van zijn vroegere werk dat toch vooral folkloristisch heette te zijn. Zijn toneelstuk El Público (Het Publiek) dat pas in de jaren zeventig opdook, is vooral weer een uiting van zijn minachting van het (theater)publiek.

### Spaanse Republiek
García Lorca's terugkeer naar Spanje in 1930 viel samen met de val van dictator Miguel Primo de Rivera en het uitroepen van de Tweede Spaanse Republiek een jaar later. García Lorca werd benoemd tot directeur van een studententoneelgroep Teatro Universitario la Barraca (Universitaire theatergroep De Schuur). De toneelgroep werd gesubsidieerd door het Ministerie van Onderwijs en had als opdracht om te toeren langs Spanjes meest geïsoleerde streken op het platteland. De bewoners zouden op deze manier gratis kennis kunnen maken met moderne uitvoeringen van het Spaanse klassieke toneel. Met een draagbaar decor en nauwelijks attributen probeerden ze het publiek iets te tonen dat het nog nooit hadden gezien. García Lorca was zowel de regisseur als acteur. Hij zei: “Buiten Madrid is het theater, dat een wezenlijk onderdeel zou moeten zijn van ieders leven, bijna dood. De mensen (op het platteland) lijden daaronder, net alsof ze hun gehoor, hun gezichtsvermogen of hun smaak hebben verloren. Wij van La Barraca proberen om ze hiervan iets terug te geven.’’
Zijn ervaringen tijdens zijn reizen door het verarmde Spaanse platteland en zijn verblijf in New York, waar de achtergestelde positie van de Afro-Amerikaanse bevolking hem raakte, maakten van García Lorca een pleitbezorger van het theater als vorm van sociale actie.
Tijdens het rondtoeren met La Barraca schreef García Lorca zijn bekendste toneelstukken, zoals de trilogie Bloedbruiloft, Yerma en Het huis van Bernarda Alba. Bindend element is zijn verzet tegen de normen van de Spaanse bourgeoisie. Hij riep op om de wortels van het Europese toneel opnieuw te ontdekken. Hij zette vraagtekens bij het conventionele toneel, zoals de populaire salontoneelstukken uit die tijd. In zijn werk nam hij de algemeen aanvaarde rol van de vrouw in de maatschappij op de hak en verkende taboe-onderwerpen, zoals homoseksualiteit en de kloof tussen de sociale klassen.
García Lorca schreef nog maar weinig gedichten in deze laatste periode van zijn leven. Zoals hij in 1936 verklaarde: "Theater is poëzie die het boek ontstijgt en menselijk wordt. En daarbij praat, schreeuwt, huilt en wanhoopt het."
In 1933 reisde hij naar Buenos Aires om de Argentijnse uitvoering van Bloedbruiloft te regisseren en gaf hij lezingen. Hij schreef een beroemd essay Spel en theorie van de Duende. Duende betekent letterlijk geest of spook, maar voor García Lorca was het een van de drie bronnen van artistieke inspiratie. Zijn andere bronnen noemde hij muzen en engelen. Hij betoogde dat de ware kunstenaar zich levendig bewust is van de dood, zich verbonden voelt met de vaderlandse bodem en erkent dat er grenzen zijn aan de rede.
García Lorca keerde terug naar de traditionele vormen van poëzie. Zijn laatste dichtbundel Sonetos del Amor Oscuro, (Sonnetten van de duistere liefde) dateert uit 1936. Deze serie gedichten zou geïnspireerd zijn door Lorca’s liefdesrelatie met Rafael Rodriguez Rapun. Pas in 1984 werden ze voor het eerst gepubliceerd in de Spaanse krant A.B.C. Maar documenten, ontdekt in 2012, lijken erop te wijzen dat Lorca verliefd was op Juan Ramirez de Lucas, een 19 jaar oude jongen met wie García Lorca hoopte te emigreren naar Mexico. De subsidie voor La Barraca werd in 1934 door de nieuwe regering gehalveerd en de laatste voorstelling vond plaats in april 1936.

### Dood
Federico García Lorca verliet Madrid drie dagen voordat de Spaanse Burgeroorlog in juli 1936 uitbrak. Het politieke en sociale klimaat was aanmerkelijk verhard door de moord op de vooraanstaande monarchist en anti-Volksfront-politicus José Calvo Sotelo. García Lorca wist dat hij ook doelwit kon worden van de opkomende rechtse milities, omdat hij uitgesproken socialistische denkbeelden verkondigd had. Op 18 augustus werd zijn zwager, Manuel Fernández-Montesinos, de linkse burgemeester van Granada, doodgeschoten. Diezelfde middag volgde de arrestatie van García Lorca. Men denkt dat García Lorca vermoord is door nationalistische milities bij een plek die Fuente Grande (Grote Bron) heet, langs de weg tussen Viznar en Alfacar.
Er bestaan aanzienlijke meningsverschillen over de motieven achter de moord op García Lorca. Een van zijn biografen, Stainton, beweert dat de moordenaars hem ombrachten vanwege zijn seksuele geaardheid. Ian Gibson suggereert dat García Lorca vermoord werd als onderdeel van een campagne van massale executies van leden van het Volksfront. Ramón Ruiz Alonso, voormalig parlementslid van de Confederación Española de Derechas Autónomas (CEDA) was verantwoordelijk voor het opsporingsbevel en de uiteindelijke arrestatie van García Lorca. Anderen houden staande dat García Lorca boven de politiek stond en zowel in het republikeinse als in het nationalistische kamp vrienden had. Het dossier over de moord op García Lorca is tot op heden nog niet gesloten.

### Spaans (selectie)
- Impresiones y paisajes (1918)
- Libro de poemas (1921)
- Canciones (1927)
- La zapatera prodigiosa (1930)
- Poema del cante jondo (1931)
- Retablillo de Don Cristóbal (1931)
- Bodas de sangre (Bloedbruiloft, 1933)
- Yerma (1934)
- Doña Rosita la soltera (1935)
- Primeras canciones (1936)
- La casa de Bernarda Alba (Het huis van Bernarda Alba, 1936)

### Nederlands (selectie)
- 1949 Het Huis van Bernarda Alba (vert. G. J. Geers)
- 1967 Het Huis van Bernarda Alba (vert. Dolf Verspoor)
- 1967 Het fantastische schoenlappersvrouwtje (vert. Dolf Verspoor)
- 1967 Causerie over toneel (vert. Dolf Verspoor)
- 1968 Yerma (vert. Dolf Verspoor)
- 1980 Lied van de harlekijn (vert. Dolf Verspoor)
- 1985 Bloedbruiloft (vert. Dolf Verspoor)
- 1987 Klaagzang voor Ignacio Sánchez Mejías (vert. Dolf Verspoor)
- 1988 Het Huis van Bernarda Alba (vert. Hugo Claus)
- 1991 Dichter in New York (vert. Dolf Verspoor)
- 1996 Liedjes (vert. Bart Vonck)
- 1997 Zigeunerromances (vert. Bart Vonck)
- 1998 Impressies van Spanje (vert. Barber van de Pol)
- 1998 Het gedicht van de Cante Jondo (vert. Bart Vonck)
- 1998 Suites (vert. Bart Vonck)
- 2000 Divan van de Tamari (vert. Bart Vonck)
- 2002 Verspreide gedichten (vert. Bart Vonck)
- 2005 Yerma vraagt een toefeling (vert. Dimitri Verhulst)
- 2007 De mooiste gedichten van Federico García Lorca (vert. Bart Vonck)
- 2009 Verzamelde gedichten (vert. Bart Vonck)
- 2010 Duende en andere nieuw vertaalde teksten (vert. Bart Vonck)